# Caritohallex minirrhopus
Caritohallex minirrhopus is een duizendpotensoort uit de familie van de Ballophilidae. De wetenschappelijke naam van de soort is voor het eerst geldig gepubliceerd in 1960 door Crabill.